# Armille (astronomie)
Pour les articles homonymes, voir Armille.

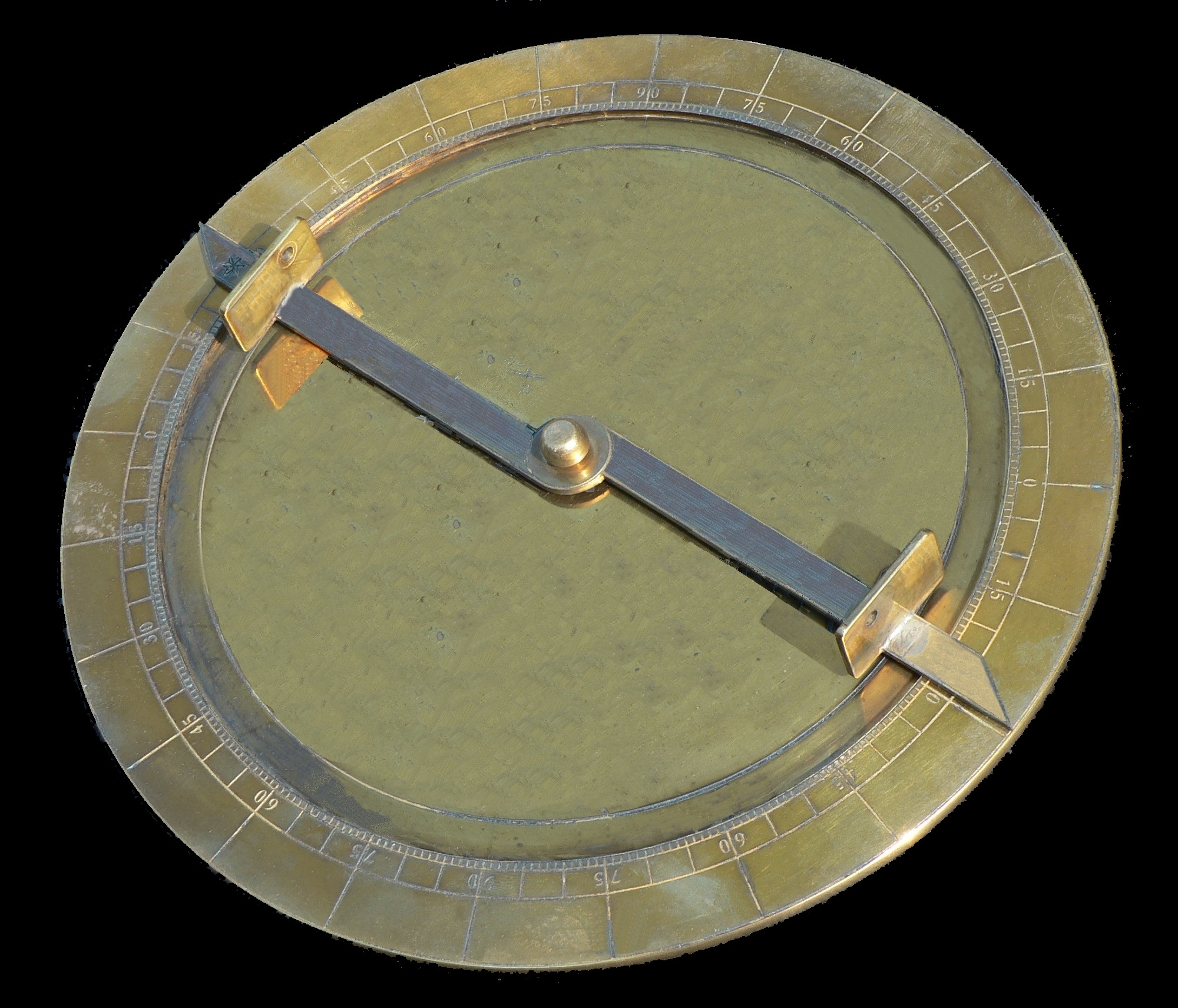
Armille pédagogique constituée ici d'un disque gradué et d'une alidade à pinnules.

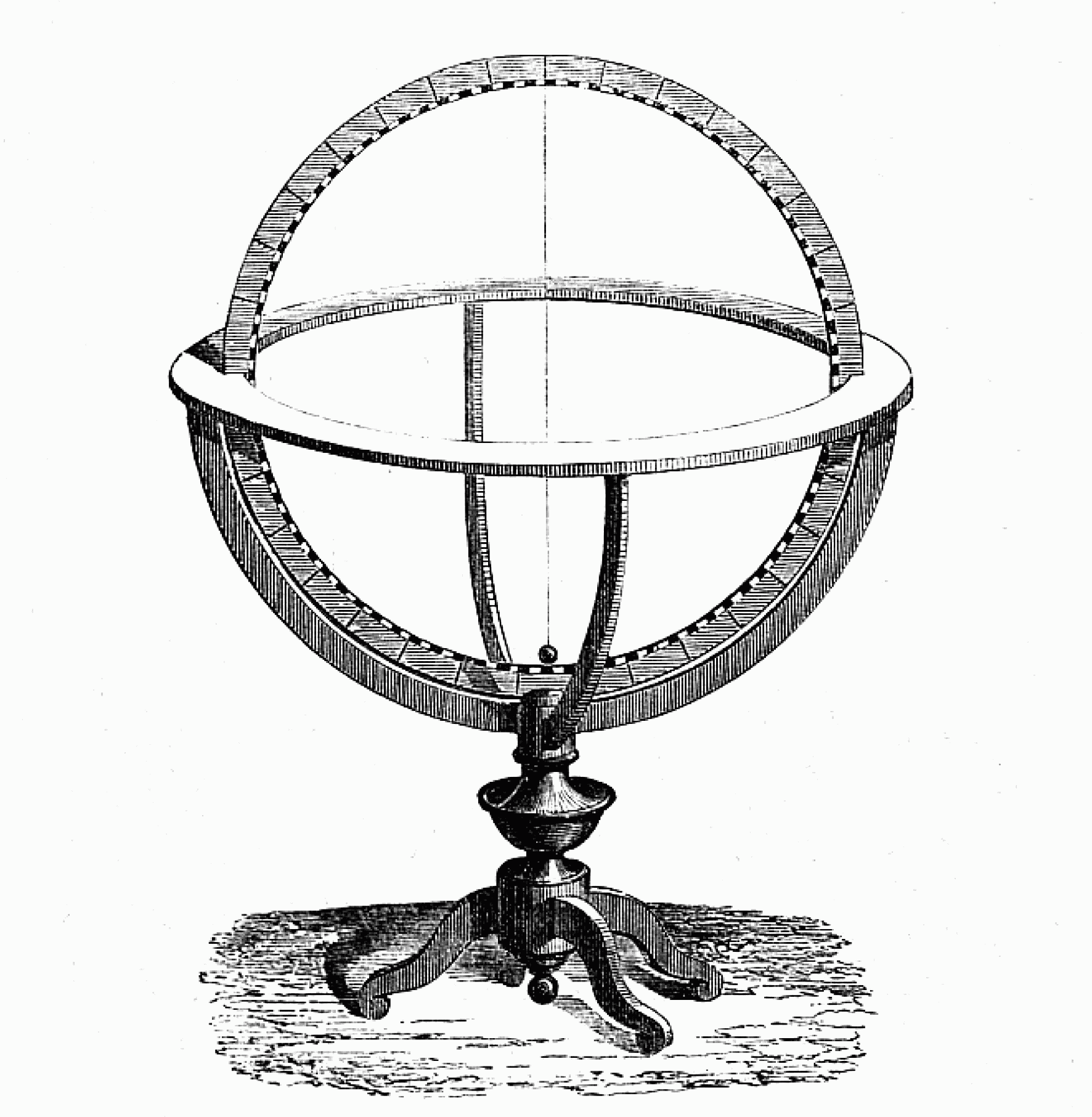
Deux armilles associées : une horizontale, l'autre verticale ou méridienne si son orientation est dans le plan nord-sud.

Une armille (du latin armilla : cercle, bracelet) est un instrument de mesure et d'observation astronomique utilisé dès le IIIe siècle av. J.-C. par Ératosthène puis au siècle suivant par Hipparque. Son usage, sous sa forme originelle, se perpétue jusqu'à la Renaissance.

## Description et fonction
Elle est constituée d'un cercle — ou disque — métallique, gradué ou non, avec le plus souvent une alidade à pinnules. Orientée suivant un cercle particulier de la sphère céleste, elle permet des observations et la mesure d'angles sur 360° dans le plan de ce cercle. Deux armilles particulières peuvent être associées pour définir la position d'astres dans différents systèmes de coordonnées célestes. L'assemblage complexe de plusieurs armilles permet d'obtenir la  sphère armillaire classique.

## Principales armilles
Ce sont des représentations des grands cercles de la sphère céleste définie par ses systèmes de coordonnées célestes de base. D'autres armilles secondaires, se trouvent associées à la construction des sphères armillaires pédagogiques.

### Dans le système de coordonnées horizontales
Dans le système de coordonnées horizontales de la sphère céleste locale on trouve :
L'armille horizontale

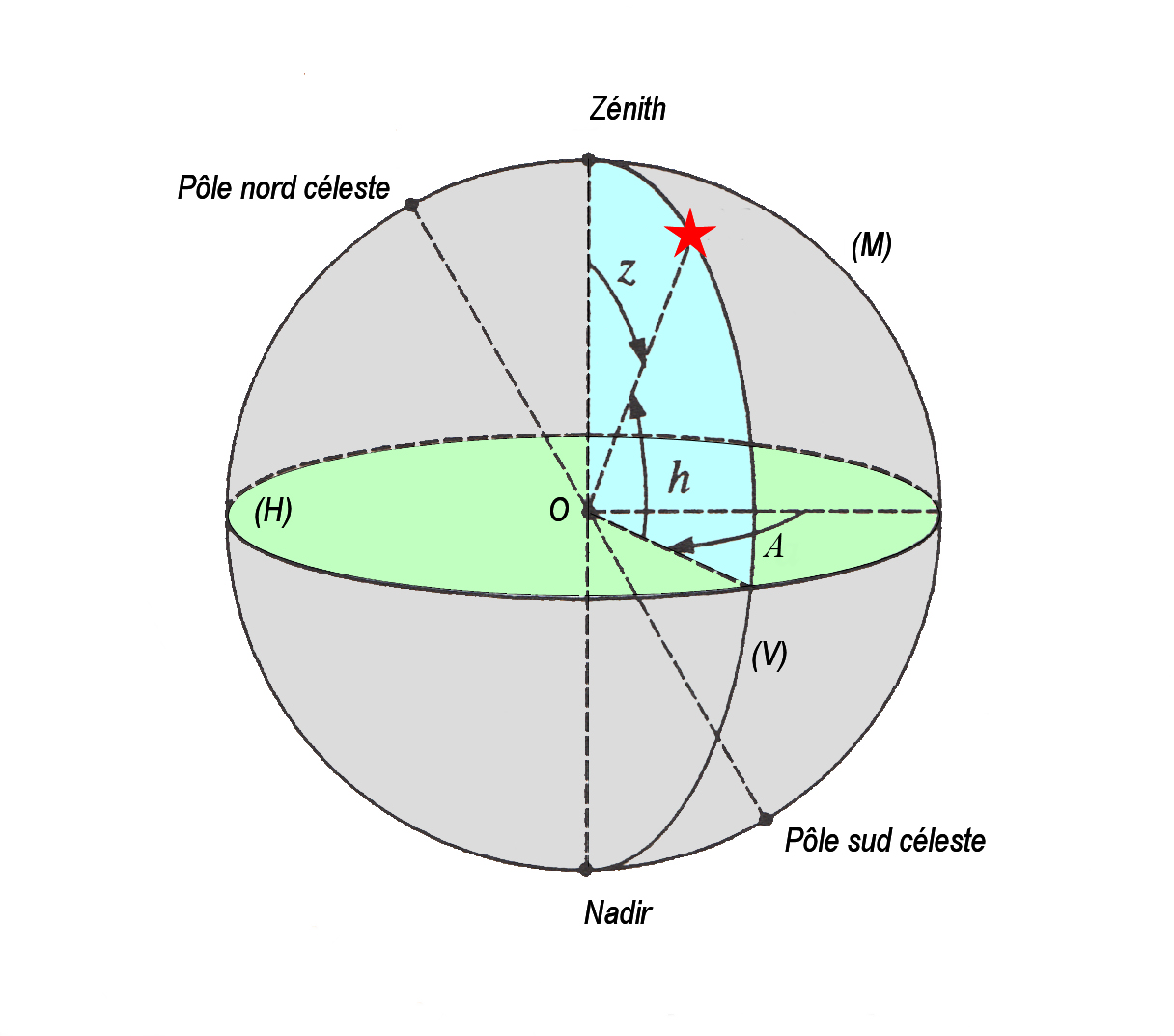
Système de coordonnées horizontales

L'armille horizontale, fixe, matérialise le plan de référence. Elle est parallèle au plan de l'horizon (H) de l'observateur. Elle permet de localiser les lieux de lever et de coucher des astres et notamment du Soleil. Avec des précautions particulières, elle permet de trouver l'orientation du sud local. Le sud étant ensuite pris comme référence, l'armille peut servir à mesurer l'azimut A d'un astre dans le plan horizontal. Elle peut alors porter le nom d'armille azimutale.
L'armille verticale
Elle matérialise un grand cercle vertical (V) de la sphère céleste. Elle tourne autour de l'axe vertical (zénith-nadir)  la contenant. Elle permet de mesurer la hauteur h d'un astre (ou son complément, la distance zénithale z). En association avec une armille horizontale, elles permettent de déterminer les coordonnées horizontales des astres.
L'armille méridienne
Placée dans le plan du méridien local (M), c'est un autre plan fixe de référence ; elle permet de mesurer les hauteurs méridiennes des astres dont la hauteur méridienne du soleil aux solstices d'été et d'hiver.

### Dans le système de coordonnées équatoriales

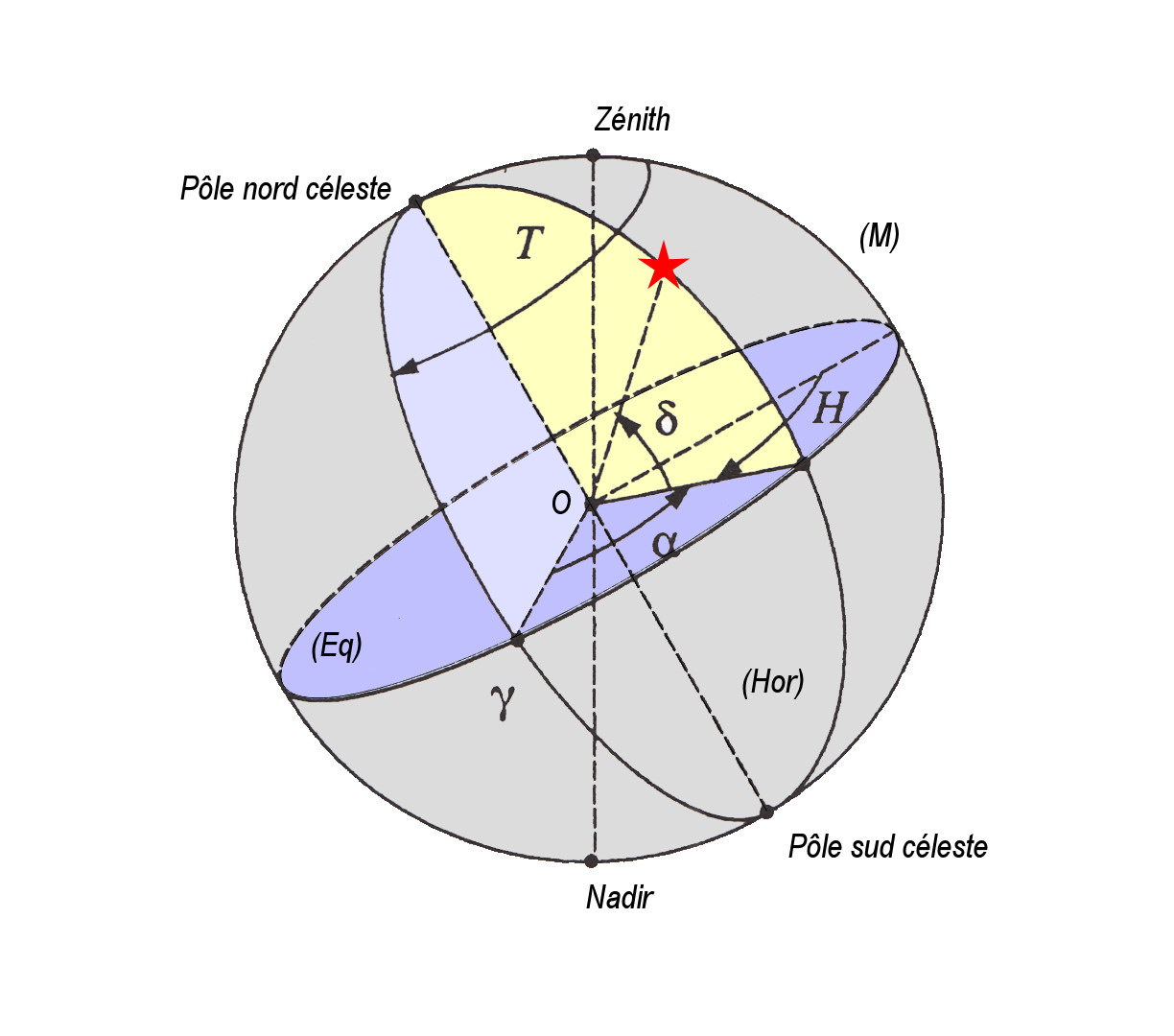
Système de coordonnées équatoriales

Dans le système de coordonnées équatoriales, on trouve : 
L'armille équatoriale
L'armille équatoriale, matérialise le plan de référence. Elle est parallèle au plan de l'équateur céleste (Eq). Fixe et seule, elle permet de déterminer l'instant de l'équinoxe. L'armille équatoriale peut aussi porter le nom d'armille équinoxiale.
L'armille horaire
Elle matérialise un grand cercle horaire (hor) de la sphère céleste. Elle tourne autour d'un axe parallèle à l'axe des pôles célestes la contenant. Elle permet de mesurer la déclinaison δ d'un astre.
En association avec une armille équatoriale, elles permettent de déterminer les coordonnées équatoriales des astres ; le couple de ces deux armilles porte souvent le nom d'« armilles équatoriales » sans différenciation, ce qui prête à confusion.  Pour enlever toute ambiguïté, certains auteurs préfèrent parler d'armilles « équatoriennes » ; on trouve aussi l'appellation « sphère armillaire équinoxiale ».

### Dans le système de coordonnées écliptiques

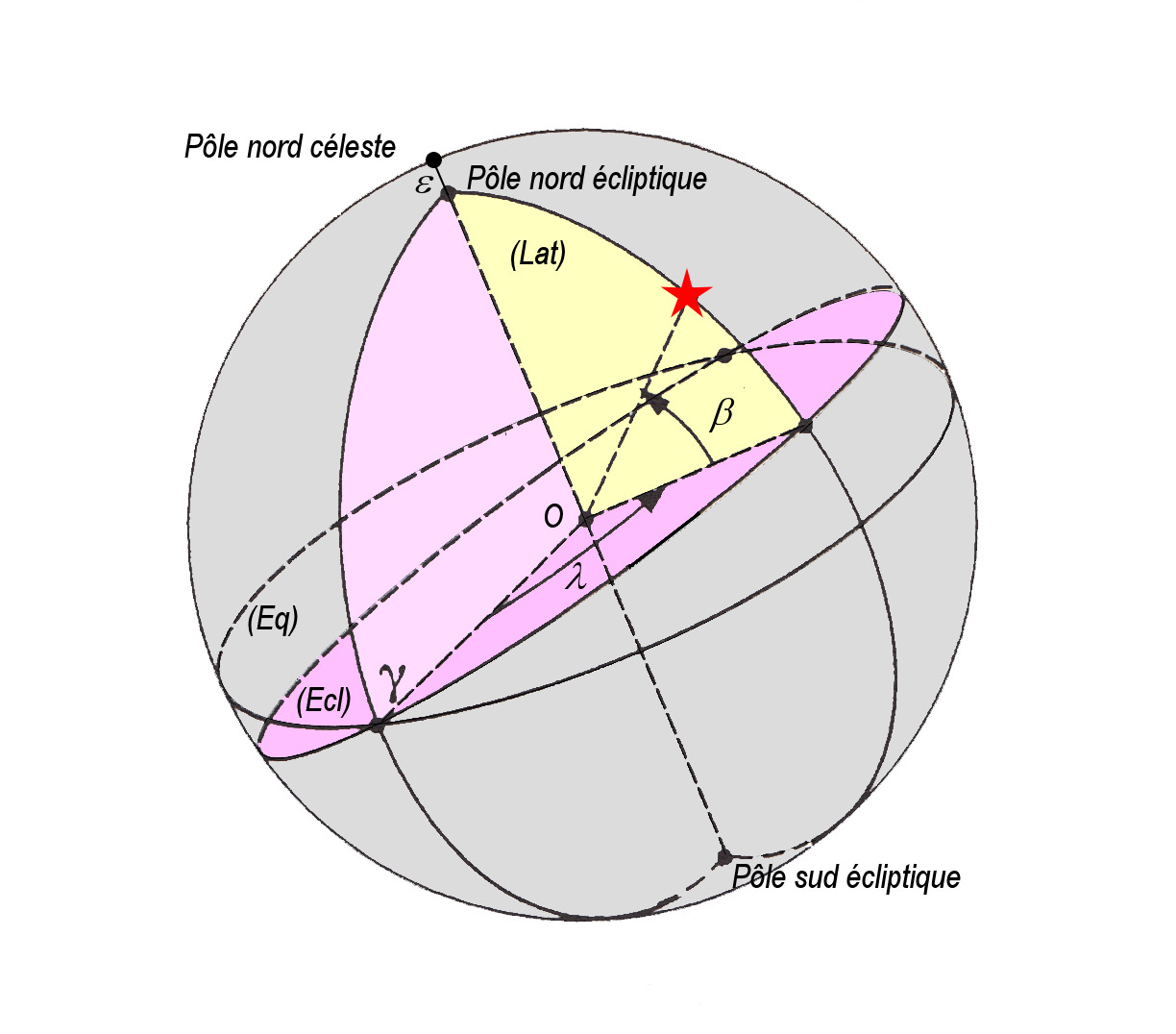
Système de coordonnées écliptiques

Dans le système de coordonnées écliptiques, on trouve : 
L'armille écliptique
Elle matérialise le grand cercle de l'écliptique (Ecl).
L'armille « des latitudes écliptiques »
Elle matérialise un grand cercle (Lat) sans nom particulier. Elle tourne autour d'un axe parallèle à l'axe des pôles de l'écliptique la contenant. Elle permet de mesurer la latitude écliptique β d'un astre.
En association avec une armille écliptique, elles permettent de déterminer les coordonnées écliptiques des astres ; le couple de ces deux armilles porte souvent le nom d'« armilles écliptiques » sans différenciation, ce qui prête à confusion. Certains auteurs préfèrent parler d'armilles « zodiacales » (tel Tycho Brahe), ce qui enlève toute ambiguïté ; on trouve aussi l'appellation « sphère armillaire écliptique ou zodiacale ».

## Histoire

### Dans l'Antiquité
Tout au début du IIIe siècle avant notre ère, Timocharis d'Alexandrie et Aristylle « semblent avoir été les premiers à avoir repéré la position des étoiles par rapport à l'écliptique,…, et observer plusieurs solstices. » Bailly, commentant Ptolémée, « ne peut douter qu'ils n'eussent des instruments circulaires et divisés . » ; Delambre dit qu'« on peut conjecturer avec quelque vraisemblance de l'emploi d'une armille solsticiale [méridienne]… » Mais il n'existe aucune preuve que ces relevés aient été réalisés à partir d'armilles.

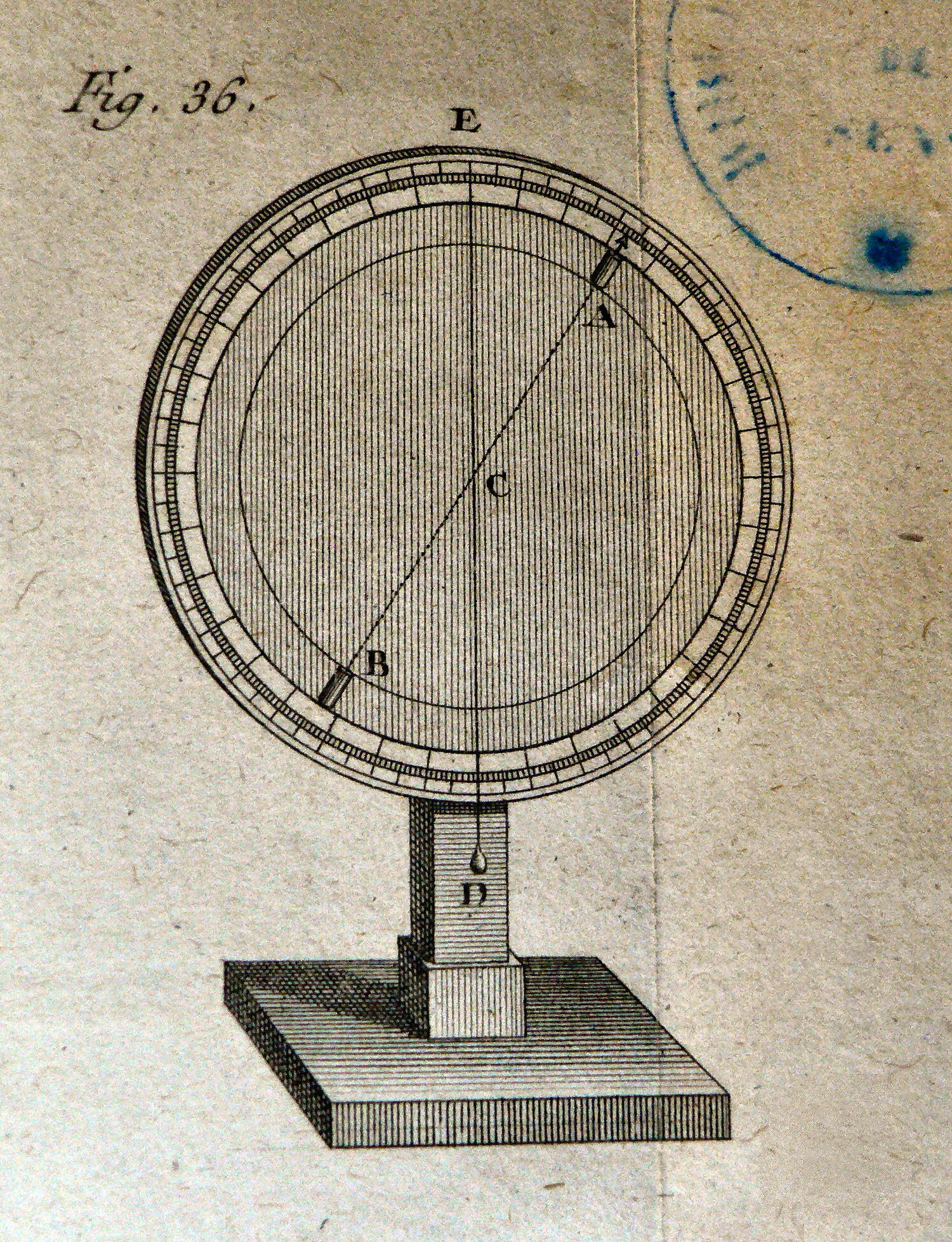
Armilles solsticiales [armilles méridiennes].

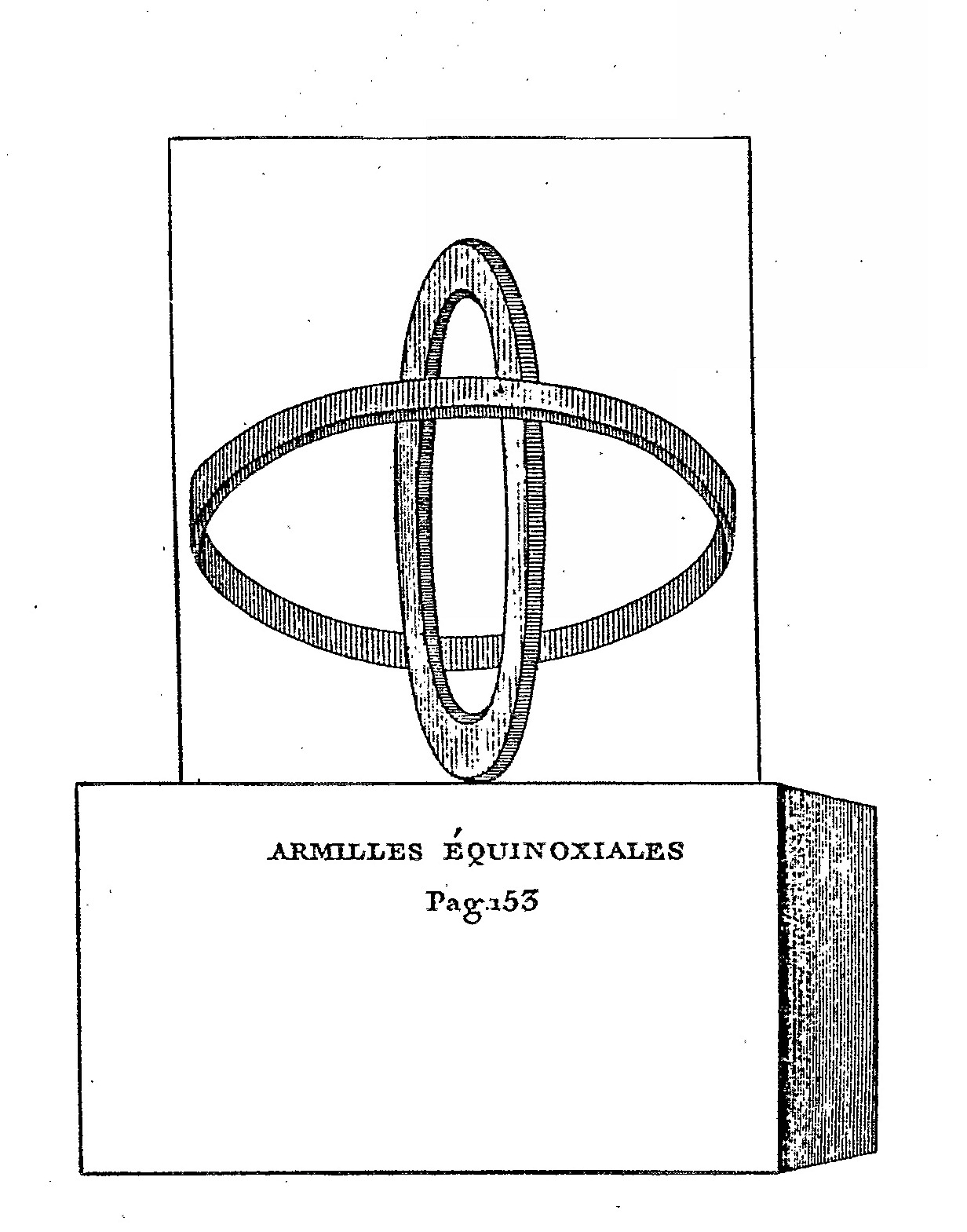
Armilles équinoxiales [une équatoriale, l'autre méridienne].

Dans la seconde moitié du IIIe siècle avant notre ère, Ératosthène, d'après Ptolémée, fait placer des armilles dans le portique (observatoire) d'Alexandrie. Il est donc considéré comme l'inventeur de ces instruments. Il s'agissait d'armilles équatoriales (ou plutôt équatoriennes) et d'armilles solsticiales (deux armilles méridiennes concentriques). D'après Proclus, cet instrument était un cercle de cuivre d'un mètre de diamètre environ, gradué en sixièmes de degré, donc de 10' en 10'. Il aurait servi à mesurer l'obliquité de l'écliptique ε, d'après Ptolémée ; mais Delambre en doute, la valeur trouvée ε = 23° 51' 20" étant incompatible avec les graduations de 10' en 10' de l'instrument. Ce dernier pense donc qu'il a plutôt utilisé un gnomon pour déterminer ε.

Dans le milieu du IIe siècle avant notre ère, Hipparque rédige un catalogue d'étoiles dont les coordonnées sont essentiellement équatoriales (850 étoiles environ), mais certaines de ces coordonnées sont aussi écliptiques (plus de 122). Il utilise pour ses relevés des armilles de tous types qu'il améliore. Il est dit être le premier à avoir placé des pinnules sur les alidades. Parmi les armilles simples, Hipparque, cité par Ptolémée, parle d'une armille équinoxiale (équatoriale) fixe placée dans le « portique carré » d'Alexandrie ; elle permettait de déterminer l'instant de l'équinoxe, d'où son nom. À Rhodes, où il observe, il en existe plusieurs. Elles sont attachées à une muraille ou fixées au pavé de la palestre (terrain de sport). Pour ses observations par rapport à l'écliptique, il utile probablement des armilles telles que celles décrites par Ptolémée dans l'Almageste.

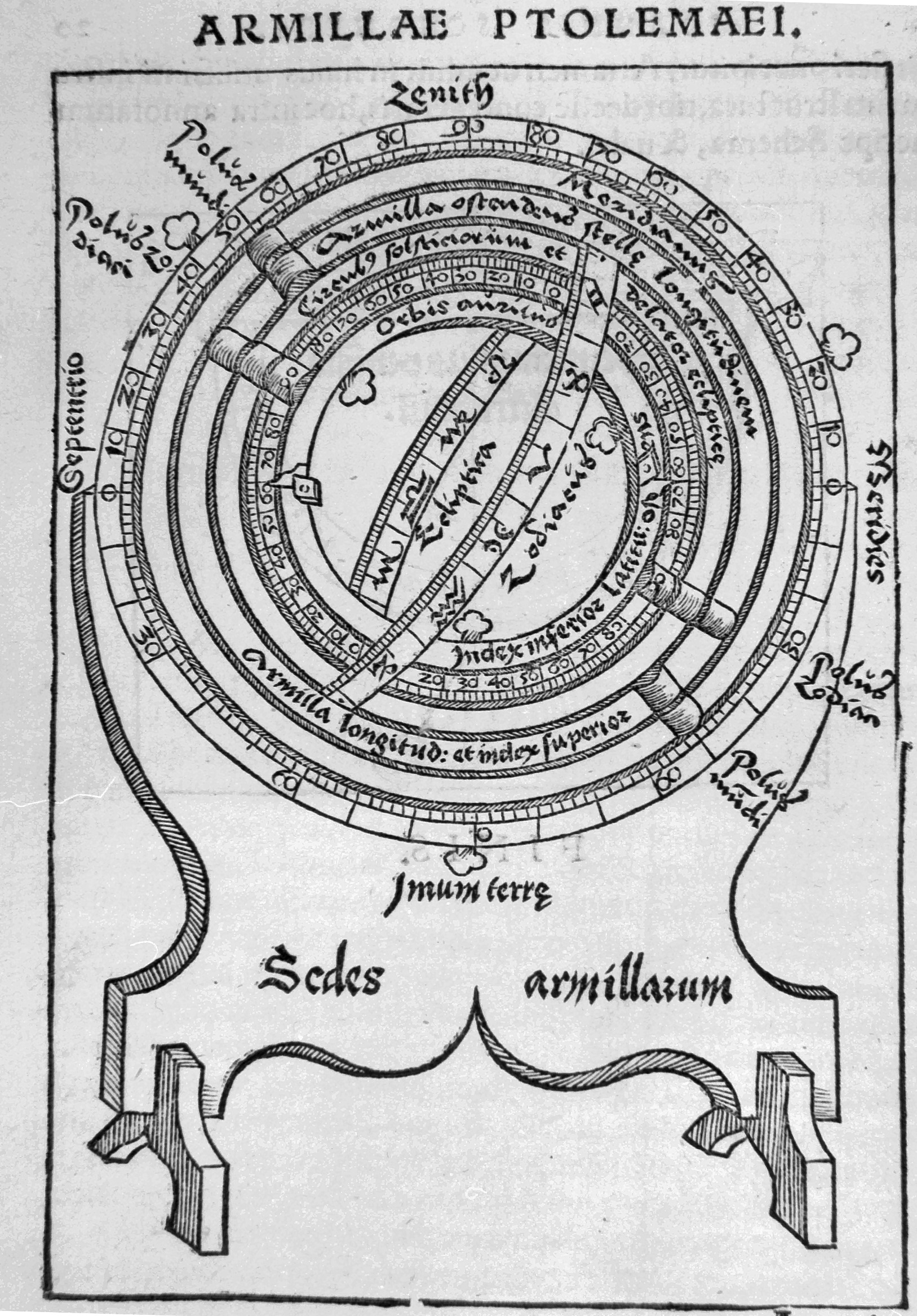
Armilles zodiacales de Ptolémée ; instrument dit organon ou astrolabe.

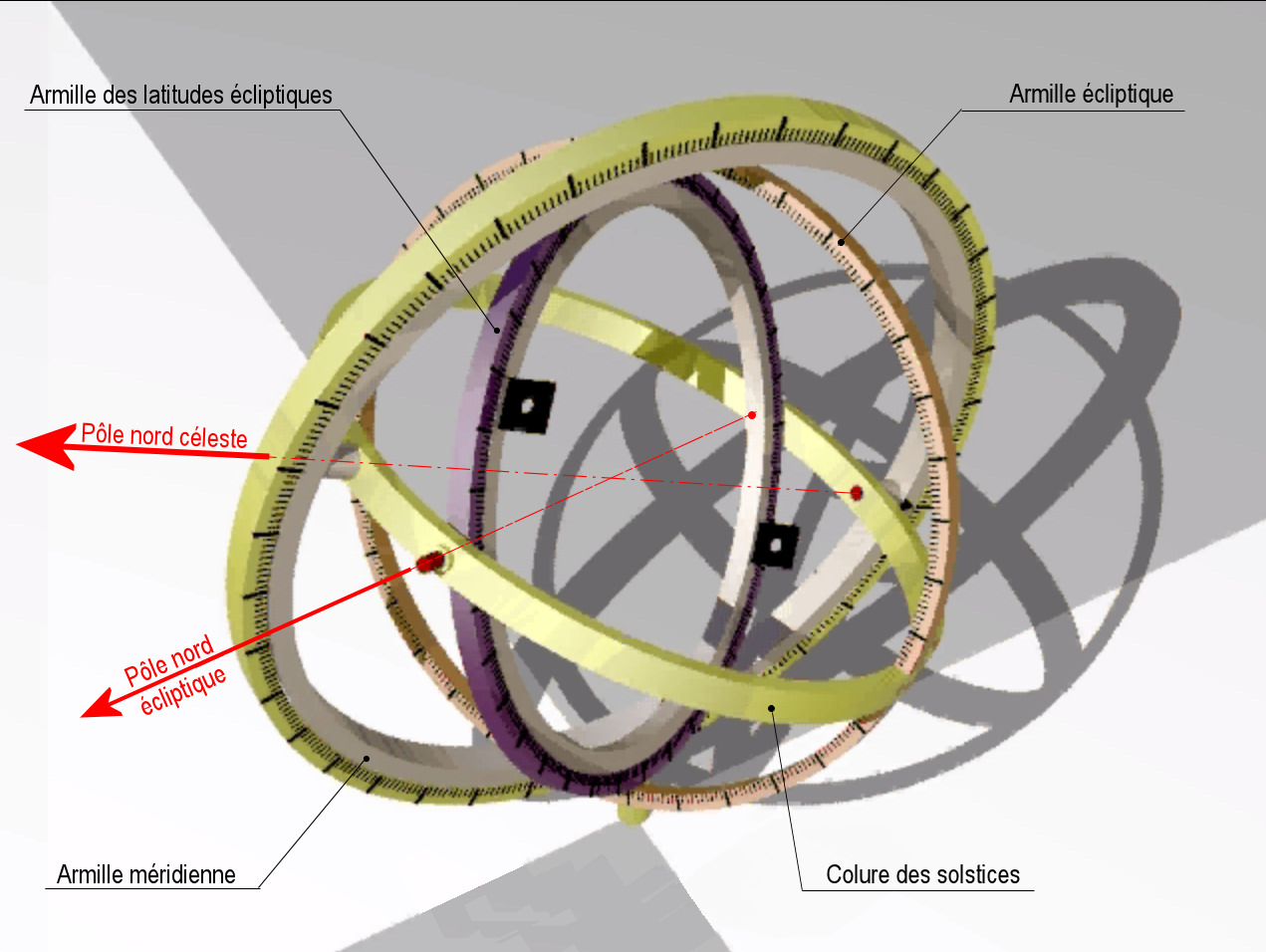
Organon, schéma simplifié.

Dans la première moitié du IIe siècle, Ptolémée décrit dans le détail certains de ses instruments qu'il a conçus ou tout simplement perfectionnés.
- L'armille solsticiale (ou méridienne) : mise en station dans le plan du méridien local, elle permet de mesurer la hauteur méridienne du soleil aux solstices, et par là-même, à déterminer l'obliquité de l'écliptique. Les pinnules sont remplacées par de petits prismes pour éviter l'aveuglement et réduire la variabilité des relevés. La projection de l'ombre de l'un des prismes sur l'autre donne l'angle de hauteur du soleil. Ptolémée préférera un quart de cercle de sa conception à cet instrument[12].
- L'armille équatoriale : fixée sur un mur elle permet de déterminer l'instant de l'équinoxe. Le jour du printemps, à l'instant équinoxial, l'éclairement de la face inférieure commence à passer sur la face supérieure, et vice-versa le jour de l'automne. L'armille est associée à une armille méridienne qui donne l'instant du midi solaire (temps de référence) du jour de l'observation, en suivant le même principe que précédemment[13].
- L'« organon » ou « astrolabe » : c'est en réalité un assemblage d'armilles pour mesurer les coordonnées écliptiques des astres[N 2]. Ptolémée décrit son « organon » dans le détail dans l'Almageste[14]. L'assemblage complexe et l'utilisation de l'« organon » peuvent être visionnés sur une vidéo actuelle[15]. Les dimensions de l'instrument ne sont pas connues, mais les coordonnées écliptiques du catalogue d'étoiles de Ptolémée sont données au sixième de degré, ce qui donne le même diamètre que l'armille d'Ératosthène, soit environ un mètre pour l'armille « des longitudes écliptiques».

### Dans le monde islamique
Les astronomes du monde islamique augmentent considérablement les dimensions des sphères armillaires. Au XIIIe siècle, à Maragha en Iran et au XVe siècle à Samarcande en Ouzbékistan, les observatoires se servent de ces instruments pour l'observation et la mesure.
L'astronome al-Wafa'î, († 1469) qui travaille au Caire décrit une armille équatoriale dans ses tables auxiliaires,
un de ses ouvrages manuscrit dont la Bibliothèque Vaticane garde l'unique copie.
La traduction de textes arabes dans le Livre du savoir du roi Alphonse X de Castille comporte en illustration un assemblage d'armilles ou sphère armillaire (ca. 1279).

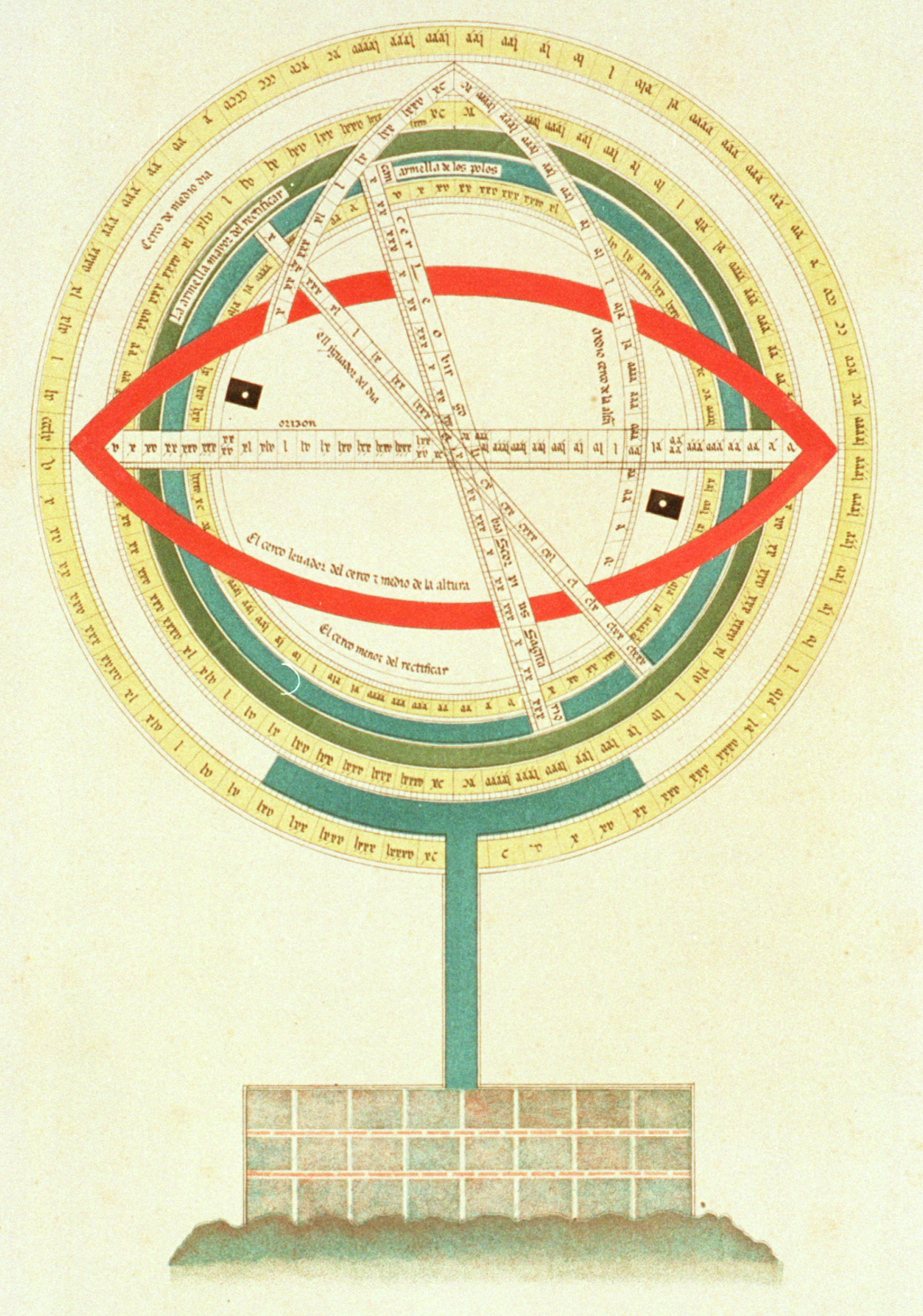
Armilles, illustration du Livre du savoir, ca. 1279.

### En Chine

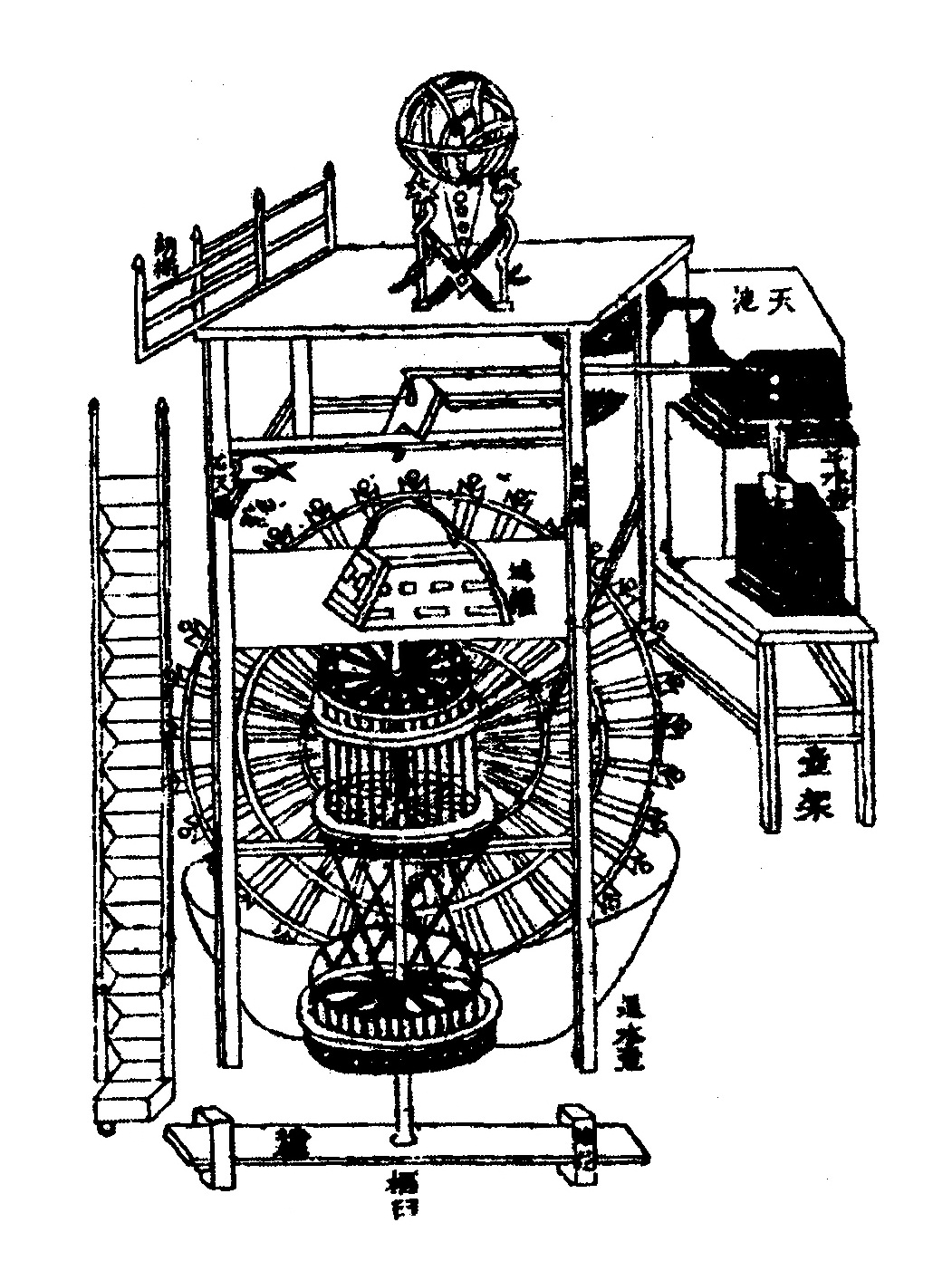
Horloge astronomique de Su Song

Depuis plusieurs millénaires, les astronomes ont noté les phénomènes célestes de l'Empire du Milieu. Il existe des textes relatifs aux observations dès le Ve siècle avant notre ère, mais les instruments utilisés ne sont guère connus.
Des instruments armillaires existent probablement sous une forme certainement élaborée au début de notre ère :
« On attribue à l'astronome des Han, Zhang Heng (°78 - †139), l'idée d'associer une sphère armillaire à une clepsydre pour constituer une horloge astronomique. Cette tradition, progressivement améliorée, a abouti en 1088 à la célèbre horloge astronomique réalisée par Han Gonglian sous la direction du ministre Su Song. » Le traité original écrit pour sa construction existe toujours. Une représentation de l'horloge avec sa sphère armillaire y est grossièrement dessinée.
Plus tard, l'Observatoire antique de Pékin, fondé en 1279, comporte des instruments qui ont disparu, mais des copies, datant des Ming (1442), se trouvent aujourd'hui à l'observatoire de la Montagne Pourpre à Nankin. Parmi eux deux instruments armillaires particuliers et une sphère d'observation :
Le plus grand des instruments particuliers est une monture équatoriale où sont associées deux armilles : une armille équatoriale et une armille horaire, l'ensemble tournant autour de l'axe des pôles. L'armille horaire comporte toujours son alidade à pinnules. On peut juger sur l'image des dimensions de cet instrument.[Quoi ?]
Plus discret, un autre instrument se trouve à proximité. Il s'agirait d'un instrument comportant un couple d'armilles pour effectuer des relevés de coordonnées écliptiques.
La sphère d'observation, de bonne facture et aux dimensions elles aussi imposantes, semble être une sphère pour coordonnées équatoriales. Les colures et l'écliptique sont aussi visibles.

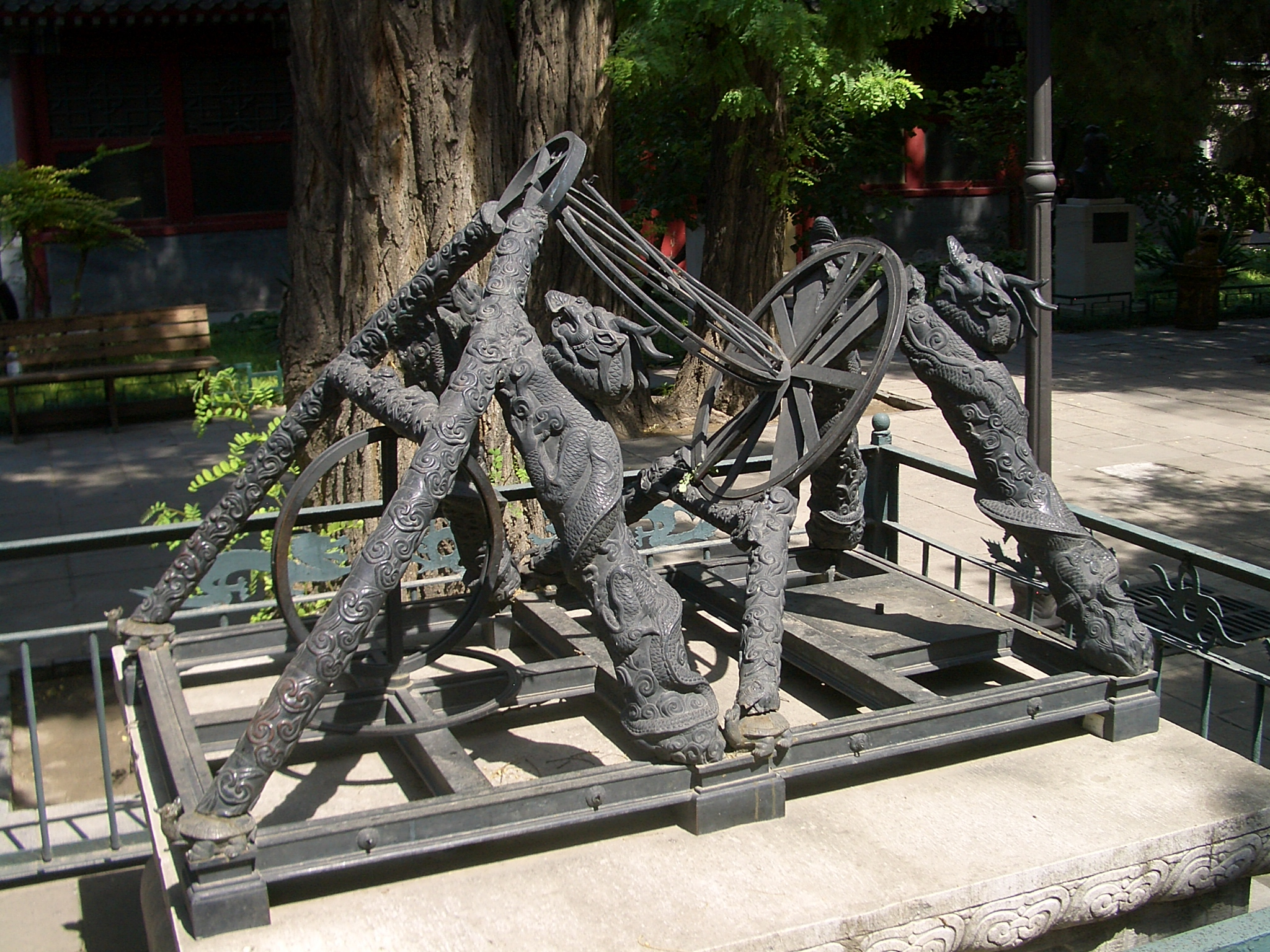
À droite, armille équatoriale et horaire sur monture équatoriale.
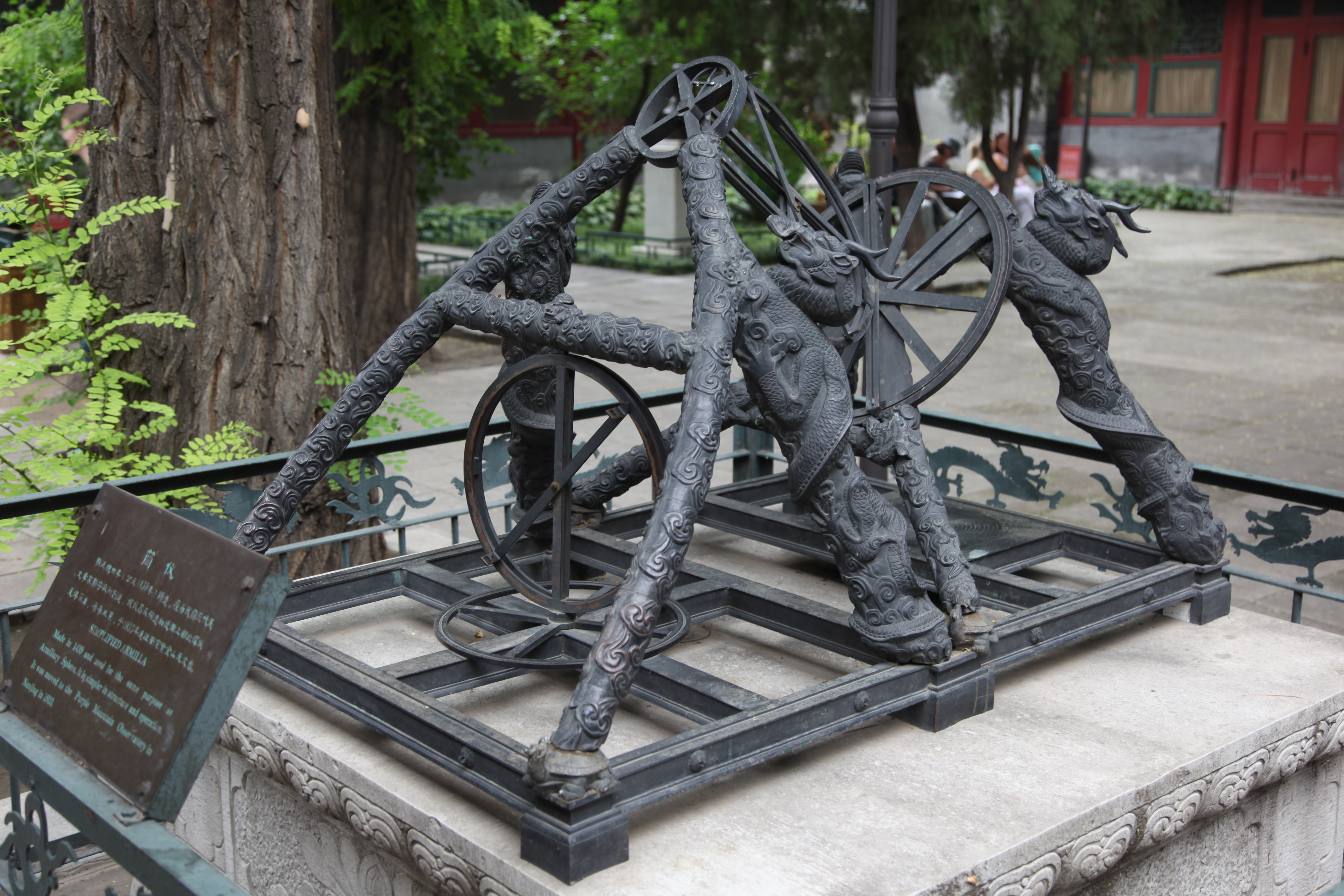
Au premier plan, armilles écliptiques ?
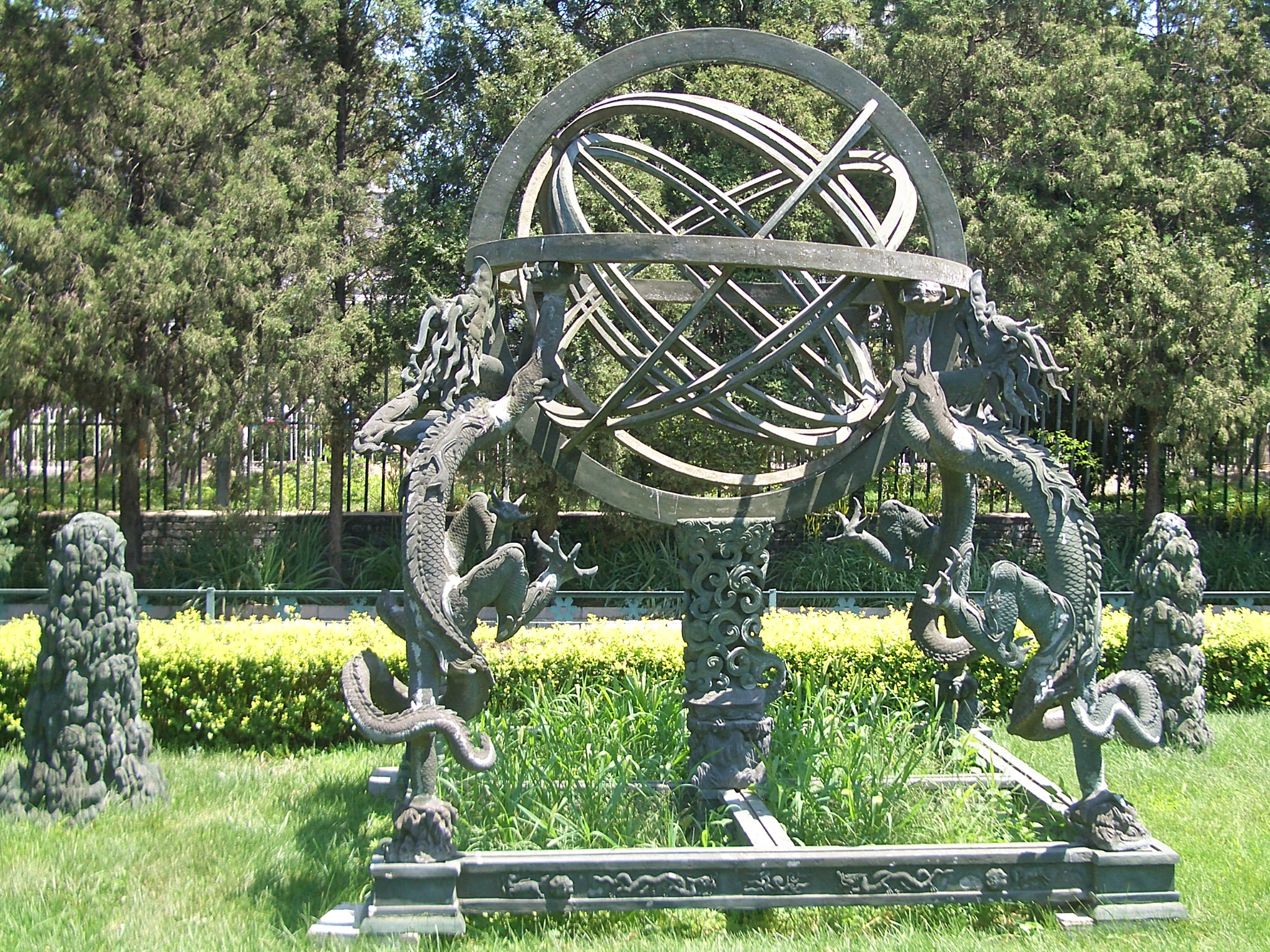
Shère armillaire d'observation.

Toujours à l'Observatoire antique de Pékin, au XVIIe siècle, le père jésuite Ferdinand Verbiest ( °1623 - †1688) fait installer des instruments astronomiques pré-télescopiques sur la terrasse de l'observatoire. Ces instruments y sont toujours visibles. Parmi eux trois instruments armillaires :
- une armille horizontale azimutale : l'alidade n'est guère visible ; des fils en opposition, fixés aux extrémités de l'alidade et au sommet de l'axe central permettaient la visée des astres ;
- une sphère armillaire équatoriale : on distingue l'armille méridienne dans le plan vertical, l'armille équatoriale inclinée et l'armille horaire pivotant autour de l'axe des pôles ;
- une sphère armillaire écliptique ou zodiacale : on distingue l'armille méridienne dans le plan vertical ; l'axe polaire (court) et l'axe de l'écliptique (long) reliés par une armille particulière, le colure des solstices ; l'armille écliptique, extérieure et perpendiculaire à l'axe de l'écliptique, et pour finir, l'armille des latitudes écliptiques, tournant autour de l'axe de l'écliptique[19].

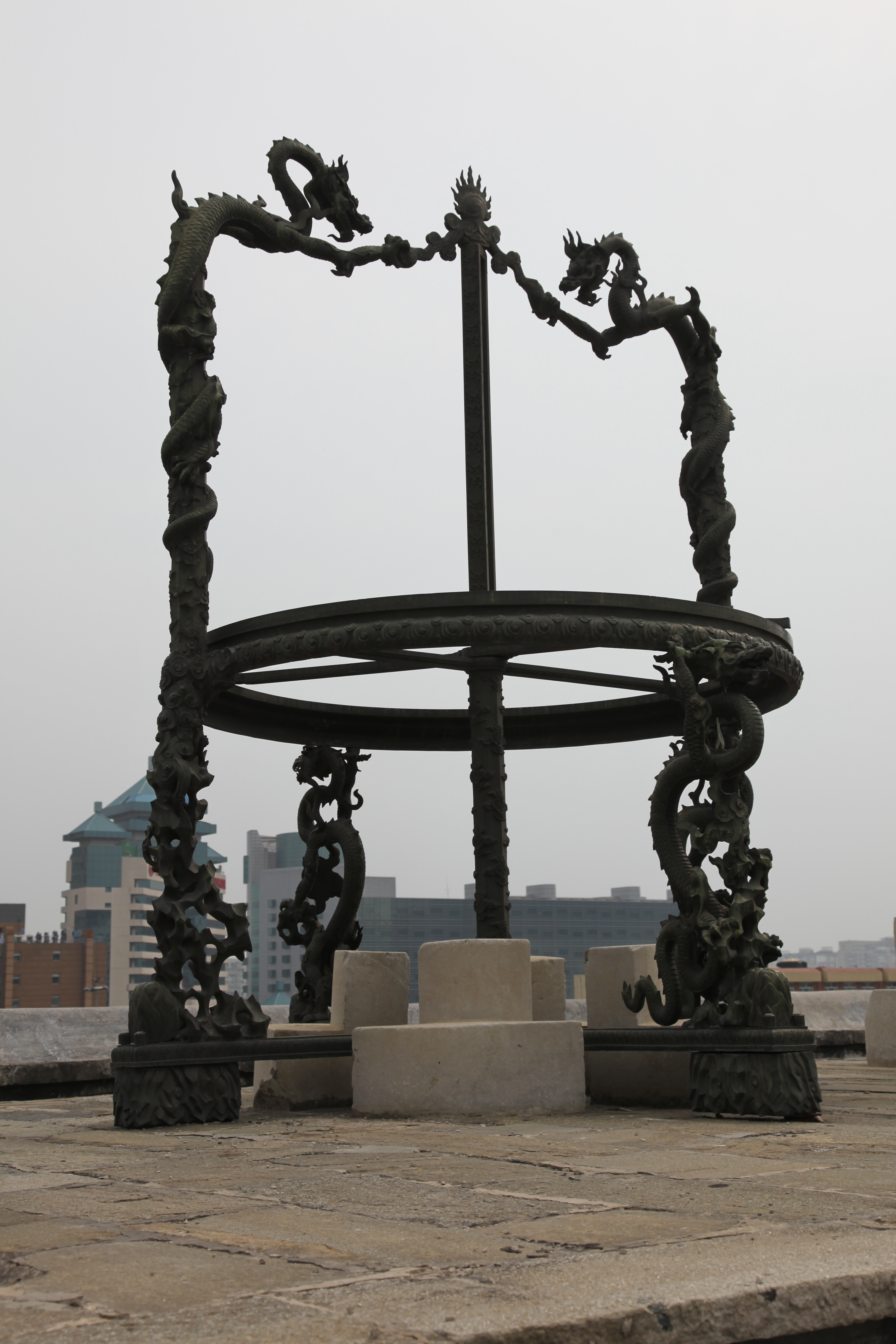
Armille horizontale azimutale
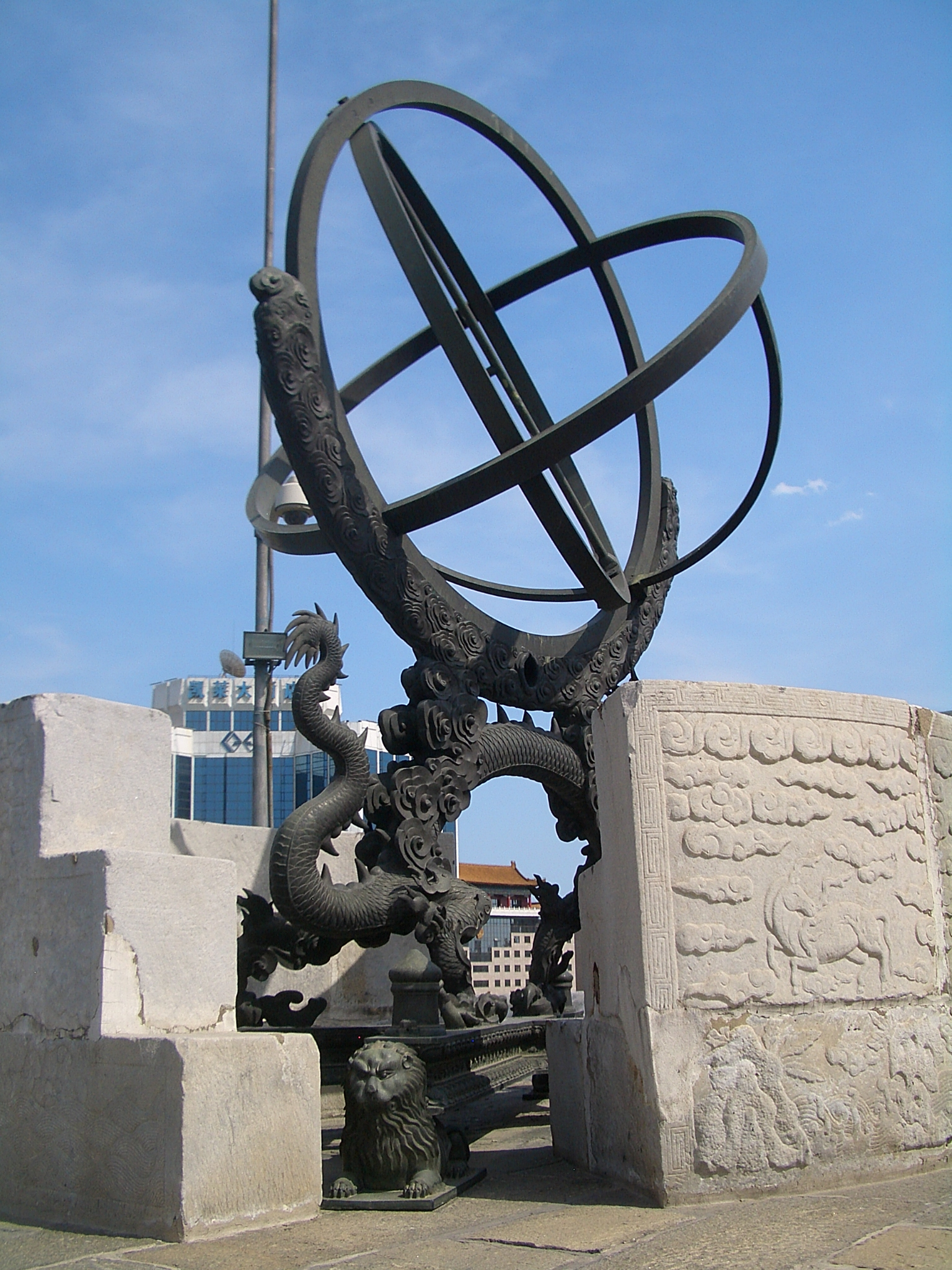
Sphère armillaire équatoriale
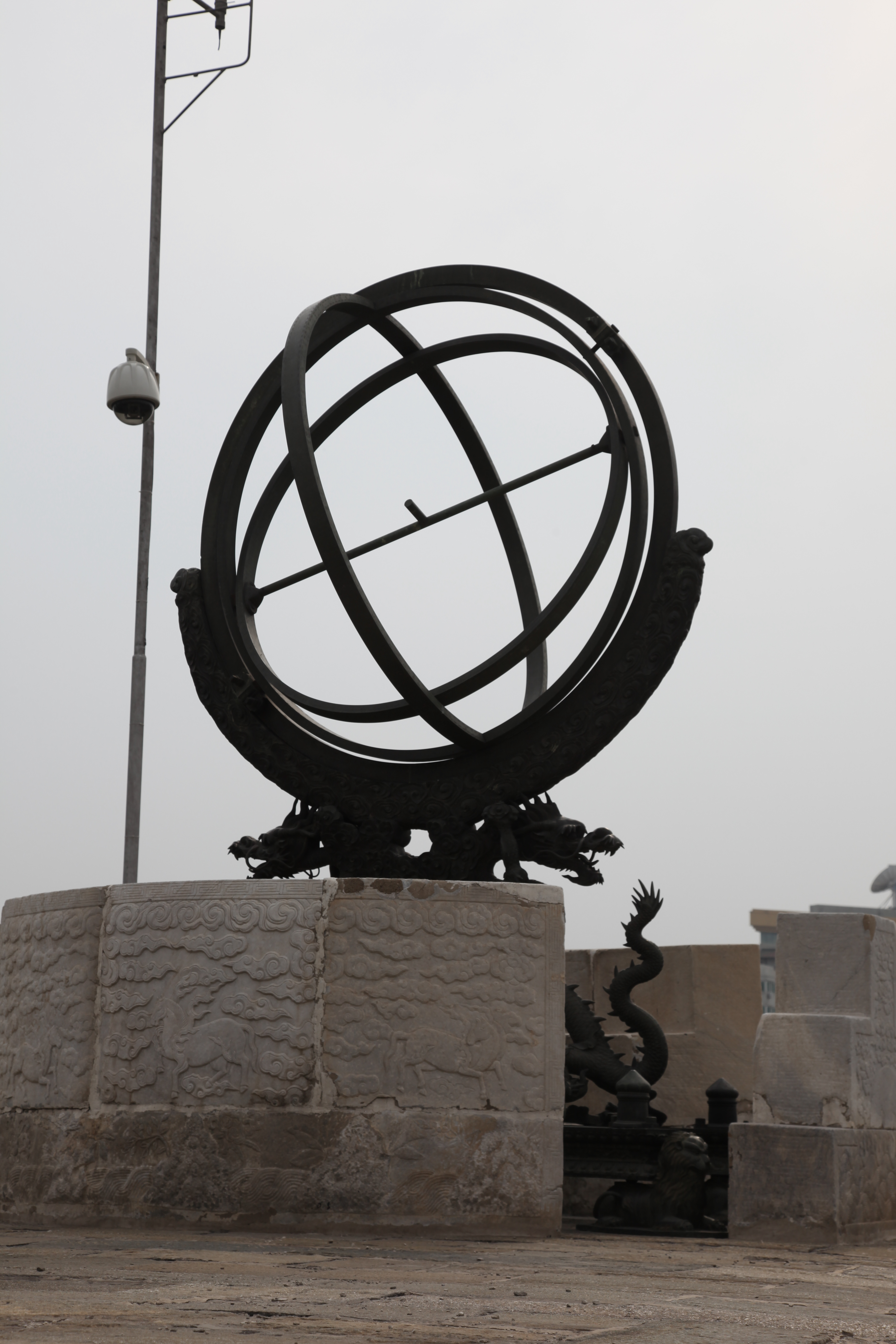
Sphère armillaire zodiacale

### À la Renaissance

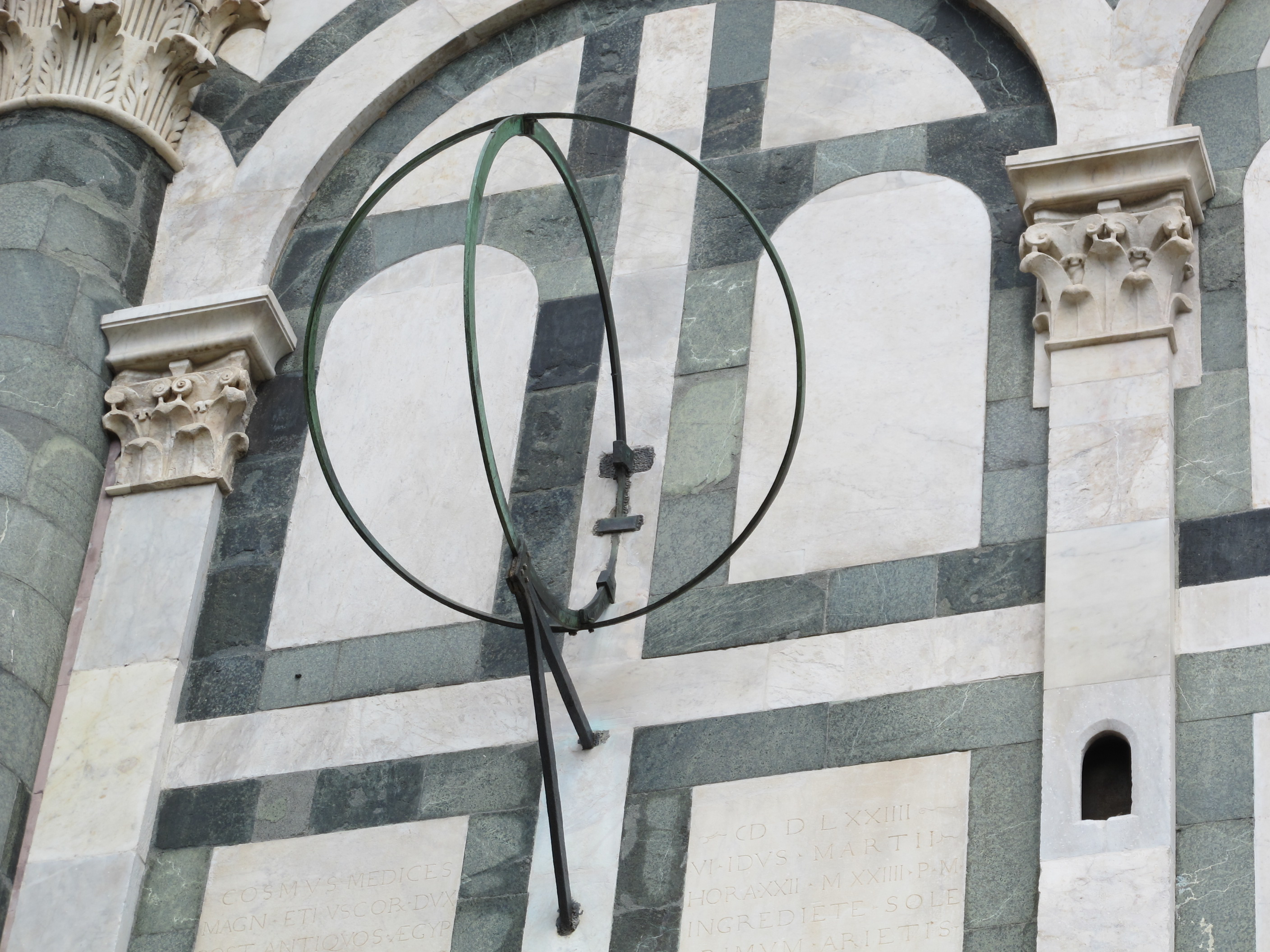
Les armilles, aujourd'hui.

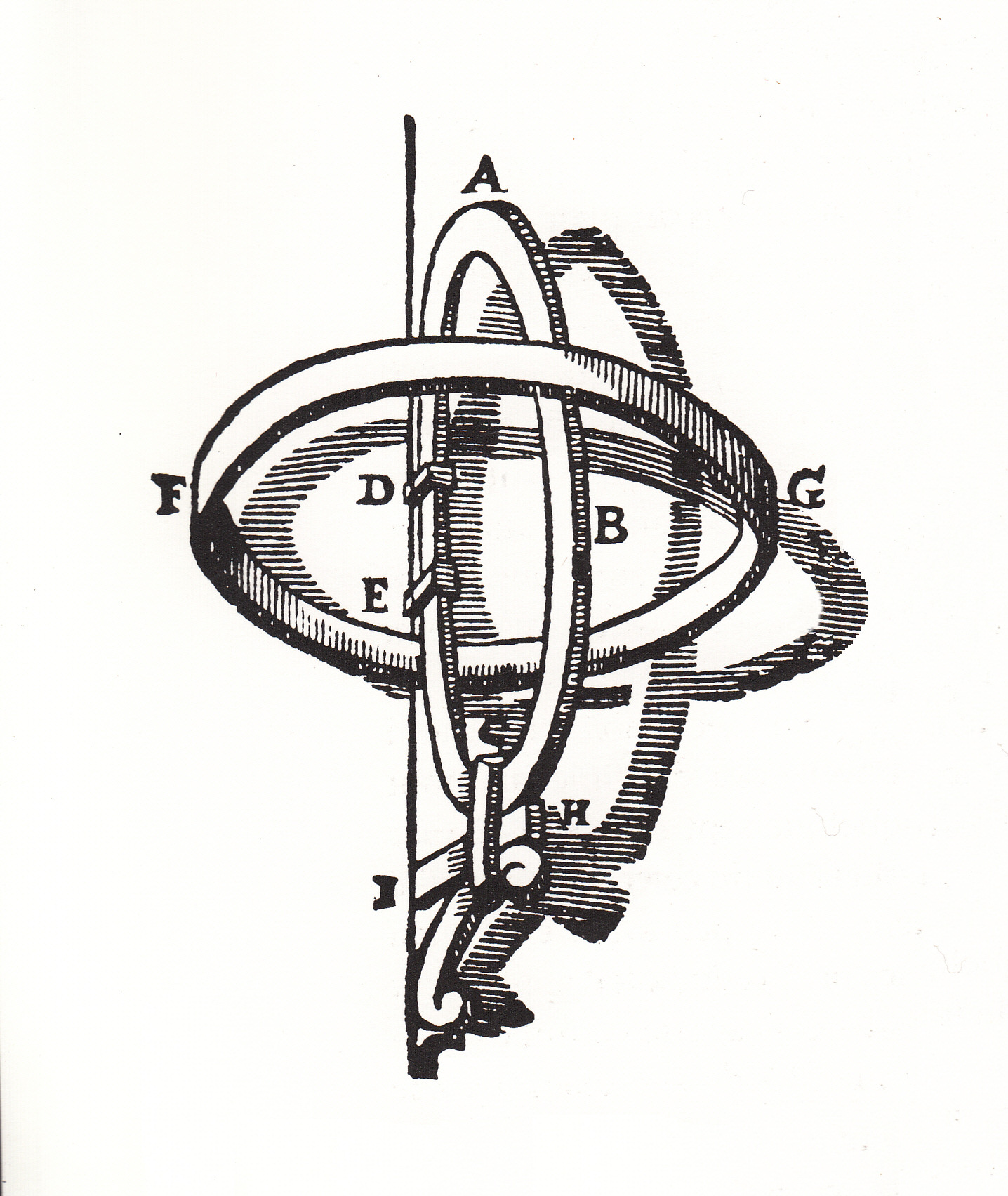
Dessin de Danti (1578).

En 1574, à Florence, en Italie, Danti, fait installer sur la façade de la basilique Santa Maria Novella deux armilles fixes. Sa finalité, tout comme Ptolémée, est de définir l'instant de l'équinoxe. Ce sont :
- une armille équatoriale pour repérer l'instant de l'équinoxe ;
- une armille méridienne pour définir l'instant du midi vrai qui sert de référence temps.

Le 11 mars, à 10 h 24, le soleil traverse l'équateur céleste, et par là-même, l'ombre  du bandeau avant de l'armille équatoriale passe de la partie supérieure à la partie inférieure sur le bandeau arrière. L'inclinaison de l'armille équatoriale étant légèrement incorrecte, Danti se trompe d'environ 2 h 30 min. Ces armilles « équinoxiales » existent toujours. 

Dans le dernier quart du XVIe siècle, l'astronome Tycho Brahe crée et utilise un grand nombre d'instruments d'observation.
En 1598, il décrit et illustre dans son ouvrage latin Mécanique de l'astronomie rénovée tous les instruments dont il s'est servi. Parmi eux, cinq instruments armillaires de différents types. Soit, dans l'ordre de l'ouvrage et traduit littéralement par Jean Peyroux :
- Les armilles zodiacales : Cet instrument est constitué de quatre armilles au lieu de cinq ou six comme ses prédécesseurs ( Hipparque, Ptolémée). L'armille méridienne fait trois coudées de diamètre, soit 1,17 m[21]. La résolution angulaire de l'armille des latitudes écliptiques est du dixième de degré (6'). Cet instrument a un mauvais équilibrage lors de sa manipulation ; il induit une erreur d'une minute d'angle qui fait que l'instrument n'est guère utilisé. Il lui est préféré la famille des armilles équatoriales.
- Les armilles équatoriales : c'est le plus simple des instruments équatoriaux de Tycho Brahe. Il est composé de trois armilles. Seule l'armille horaire est tournante. L'armille méridienne a quatre coudées de diamètre, soit 1,56 m. La résolution angulaire est de l'ordre de la minute.
- Autres armilles équatoriales : l'armille équatoriale peut tourner, elle est consolidée pour cette raison par une armille supplémentaire n'ayant pas de fonction d'observation.
- Les plus grandes armilles équatoriales constituées d'un cercle et d'un demi-cercle : L'instrument comporte deux armilles. L'armille horaire a sept coudées de diamètre soit 2,73 m. Sa résolution est de 15". L'armille équatoriale, réduite  au demi-cercle a neuf coudées de diamètre soit 3,5 m. Sa résolution est aussi de 15". En théorie, elle permet d'apprécier les temps à la seconde près.
- L'armille portative (non illustrée) : c'est une armille horaire, utilisée en plein-air pour mesurer les déclinaisons des astres vers l'horizon. Elle a un diamètre de trois coudées et permet d'apprécier au mieux la minute d'angle. On peut lui adjoindre une demi armille équatoriale  pour mesurer des ascensions droites et des temps[22].

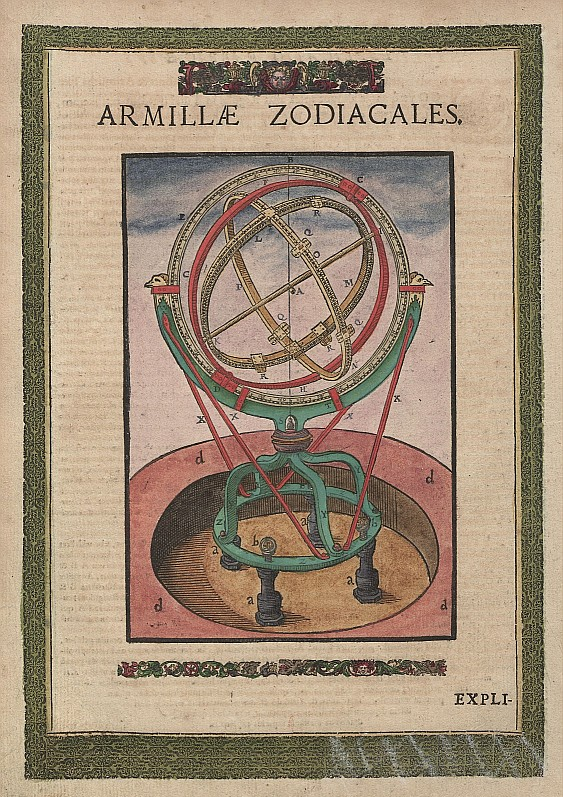
« Les armilles zodiacales. »
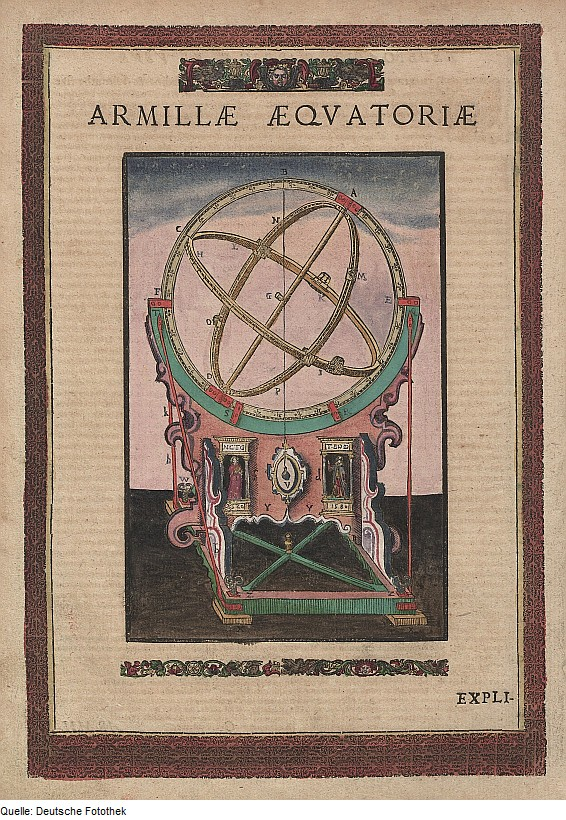
« Les armilles équatoriales. »
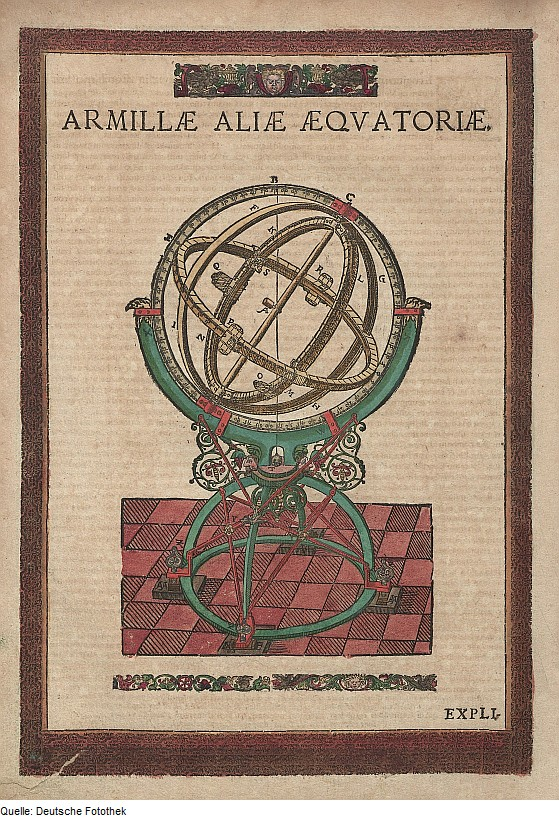
« Autres armilles équatoriales. »
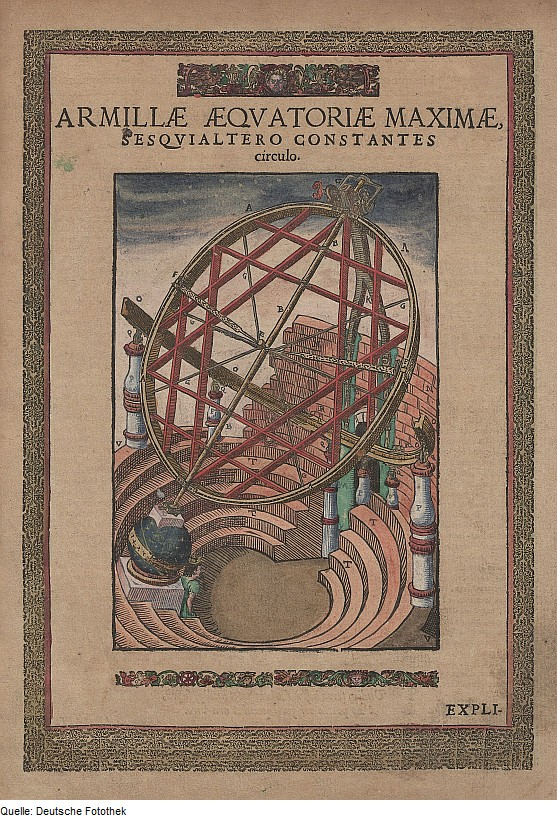
« Les plus grandes armilles équatoriales… »

Tycho Brahe sera un des derniers astronomes à utiliser des instruments armillaires. Complexes, ils étaient chers  et ils présentaient des défauts d'équilibrage qui jouaient sur l'exactitude des mesures. Quelque cinquante ans après Tycho, Johannes Hevelius le dernier des « astronomes prétélescopiques » ne les utilisait plus. La lunette astronomique, montée sur différents instruments, fera rapidement oublier les armilles, à l'exception des sphères armillaires pédagogiques qui, elles, existent toujours.